# Jeff Goode
Jeff Goode ist ein US-amerikanischer Drehbuchautor und Dramatiker. Er war unter anderem Schöpfer der Zeichentrickserie American Dragon: Jake Long und des Stückes Poona the Fuckdog.
Seine Stücke Dracula Rides Again, Larry and the Werewolf, Marley's Ghost und Seven Santas wurden vom Unternehmen Broadway Play Publishing Inc vertrieben.

## Werke

### Zeichentrick
- 2005: American Dragon: Jake Long
- 2003: Duck Dodgers

### Comedyserien
- 1999: Undressed
- 1999: Fast Food Films

### Film
- 2005: Trapped by the Mormons